# Justo Martínez Martínez
Justo Martínez Martínez (Santiago de Compostela; 6 de agosto de 1842 - La Coruña; 27 de agosto de 1930) fue un médico, militar y político español.

## Trayectoria
Hijo de Braulio Martínez Núñez y nieto de Manuel Ramón Martínez Pereira y Sarmiento. Fue alumno supernumerario en el Hospital Clínico de la Facultad de Medicina de la Universidad de Santiago de Compostela (1865) y se escalonó en Derecho y Medicina y Cirugía (1866). Ingresó en el Cuerpo de Sanidad Militar (1866). Lo enviaron a Alemania, Italia y Francia para formarse y recoger ideas sobre ambulancias, técnicas sanitarias y material clínico para implantarlos en el Ejército español. Destinado en el Hospital Militar de La Coruña (1868), fue Jefe del Hospital de Chafarinas (1870). Participó en la tercera guerra carlista y fue médico personal de Emilio Castelar. En las elecciones de 1873 fue elegido diputado a Cortes por el distrito de La Estrada. Fue senador por la provincia de Pontevedra (1893-1895). Emigraría a Cuba, donde fue jefe de servicios del Hospital Alfonso XIII de La Habana. Durante la guerra de Independencia cubana participó en varias acciones, siendo condecorado. Al regreso de la campaña en Cuba fue nombrado Director del Instituto Anatómico-Patológico (1897) y volvió a ser elegido Senador por Pontevedra (1898-1905), además de diputado por Lalín (1905-1910) y senador vitalicio en 1910. Fue también Jefe de Sección del Ministerio de la Guerra (1907) y Presidente del Consejo de Administración de la Compañía de Tranvías de Madrid.